# Issoire
Issoire (en occitano Soire) es un municipio (commune) francés, situado en el departamento de Puy-de-Dôme y en la región de Auvernia-Ródano-Alpes. Sus habitantes se denominan, en francés, issoiriens.

## Geografía
Issoire se encuentra en el Macizo Central, junto al río Allier. Dista 30km de Clermont-Ferrand, con la que se comunica por la autovía A75 y por ferrocarril.
Con la construcción del viaducto de Millau y la finalización de otros tramos menores, el eje A71/A75 ha pasado a constituir una importante conexión entre París y el mar Mediterráneo, rompiendo además el aislamiento de las regiones del Macizo Central.
El aeropuerto internacional de Clermont-Ferrand Auvergne da servicio a Issoire, que también dispone de un aeródromo para vuelos privados y un helipuerto, ambos en el polígono industrial de Lavaur-La Béchade.
Las universidades de referencia para Issoire son las de Clermont-Ferrand 1 y 2, las escuelas superiores e institutos técnicos de aquella ciudad.

## Demografía[1]
| 4 951 | 5 095 | 5 454 | 5 929 | 5 224 | 5 741 | 5 702 | 5 889 | 6 067 | 6 159 | 6 063 | 5 876 | 6 250 | 6 303 | 6 265 | 6 182 | 6 011 | 5 791 | 5 603 | 5 658 | 5 660 | 6 037 | 6 719 | 6 421 | 7 115 | 8 541 | 10 454 | 11 886 | 13 673 | 13 674 | 13 559 | 13 773 | 13 996 |
| Para los censos de 1962 a 1999 la población legal corresponde a la población sin duplicidades (Fuente: INSEE [Consultar]) |       |       |       |       |       |       |       |       |       |       |       |       |       |       |       |       |       |       |       |       |       |       |       |       |       |        |        |        |        |        |        |        |

La aglomeración tenía (en 1999) una población de 14 548 habitantes.

## Administración y política
Forma parte de la mancomunidad Issoire Communauté, fundada el 23 de diciembre de 2002. Los otros miembros de la mancomunidad son Le Broc, Meilhaud, Pardines y Perrier. Actualmente (octubre de 2006) el presidente de la mancomunidad es el alcalde de Issoire.
En las elecciones municipales de 2001 cuatro grupos consiguieron representación en el consistorio. En las de 2008 hubo sólo tres grupos que consiguieron representación. La lista Pour Issoire, Ensemble, catalogada como socialista, obtuvo un 45,80% de los sufragios en la segunda vuelta, que le dieron 25 consejeros. La lista Ensemble Demain Issoire, centrista, obtuvo un 44,45% y siete consejeros. La lista de diversos de derecha Avec nous pour Issoire obtuvo un consejero merced al 9,75% de votos obtenidos. Una cuarta lista resultó eliminada en la primera vuelta. En el referendo sobre la Constitución Europea ganó el no con un 56,92% de los votos.
Algunos resultados electorales recientes (primeras vueltas del sistema francés):
| extrema izquierda | comunistas | socialistas | dos listas de izquierda | verdes | UMP   | Frente Nacional |
| ----------------- | ---------- | ----------- | ----------------------- | ------ | ----- | --------------- |
| 4,2%              | 2,5%       | 36,6%       | 1,5%                    | 8,7%   | 40,5% | 6,1%            |

| extrema izquierda | dos listas de izquierda (socialistas, comunistas y otros) | ecologistas (dos listas) | derecha tradicional (dos listas) | Frente Nacional | extrema derecha |
| ----------------- | --------------------------------------------------------- | ------------------------ | -------------------------------- | --------------- | --------------- |
| 3,9%              | 37,9%                                                     | 8,8%                     | 41,6%                            | 7,1%            | 0,7%            |

## Economía
Según el censo de 1999, la distribución de la población activa por sectores era:
| agricultura | industria | construcción | servicios |
| ----------- | --------- | ------------ | --------- |
| 0,8%        | 27,0%     | 4,6%         | 67,5%     |

La actividad industrial se localiza en cuatro polígonos industriales: los pequeños Jean Paquet y la Maze a sur y norte del centro de la ciudad, la zona industrial de Listes al este, entre el centro y la A75, y el mayor de todos, el de Lavaur-la Béchade, al sur de la A75. La industria es variada, incluyendo fábricas de piezas para vehículos y aviones, industrias alimentarias, farmacéuticas y del aluminio.
Empresas ligadas a Issoire son Valeo (piezas de automóvil), Issoire Aviation (piezas para aviones, aviones y planeadores), y Voxan (motocicletas).

## Historia
El nombre proviene de Ysiodorum, a su vez de Ysio o Ycio (lugar) y dorum (río). (Esta información proviene de la página municipal y debe de contrastarse). Las formas que constan por escrito son Ysiodorum (siglo VI), Yciodorensis (959]), Ysoire (1213), Issiodoro (1281). Hasta la Revolución francesa se usó la ortografía Yssoire, pero tras ésta se cambió la Y por I.

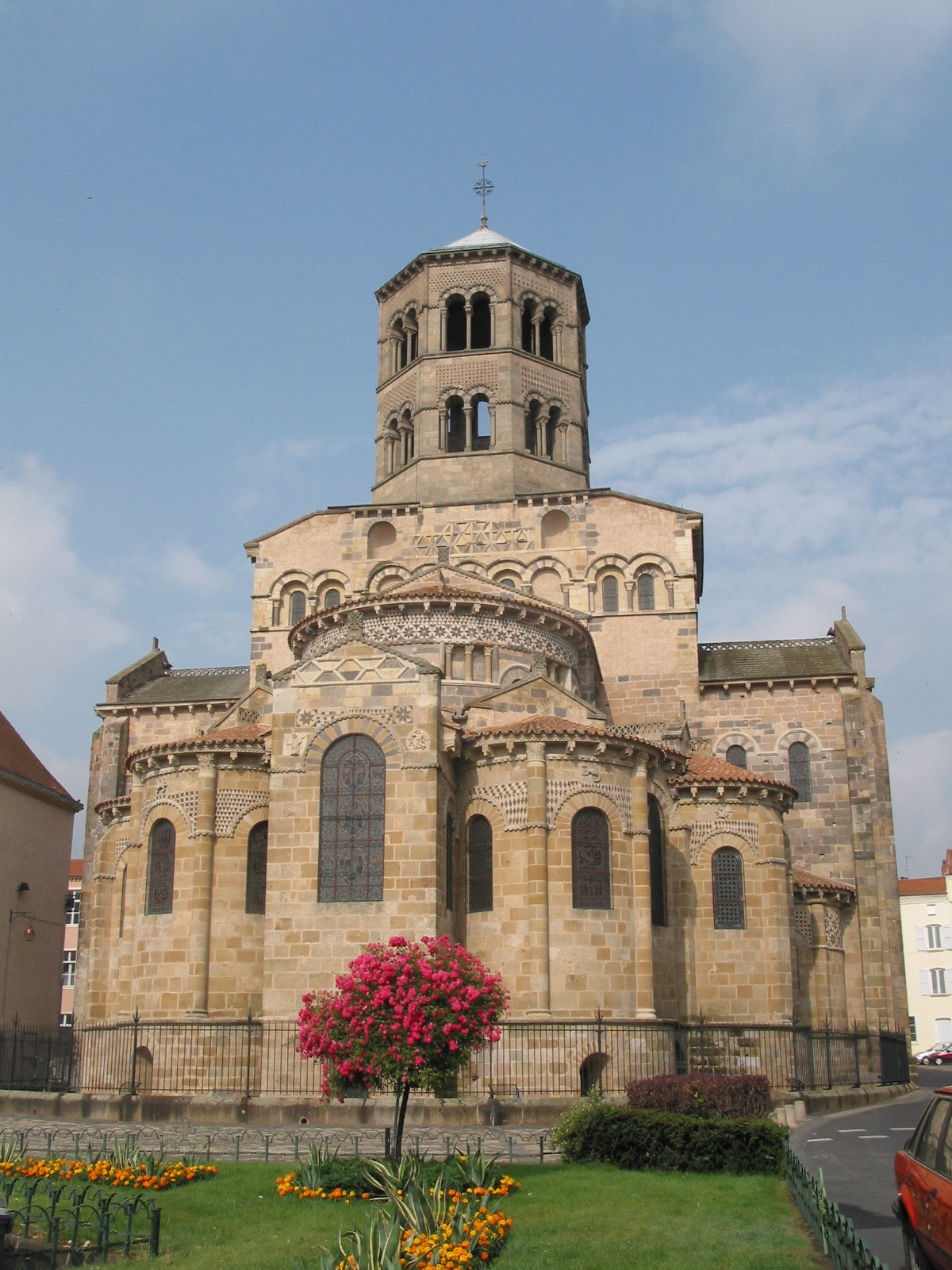
San Austremonio.

Se le supone un origen galo-romano, tanto por su nombre como por los objetos excavados. En el siglo III Stremonius (San Austremonio), que después sería obispo de Clermont, fue enviado a evangelizar la zona, fundando un monasterio. Stremonius cayó en el olvido hasta que el siglo VI se menciona su tumba en la iglesia parroquial (entonces dedicada a San Pedro). En 939 se dedicó una iglesia a San Pedro y San Austremonio, de la cual se encargaron monjes benedictinos venidos de Poitou huyendo de los normandos. Es en torno a esta comunidad que crecerá una pequeña población en los siglos XII al XIV.
En 1540 el protestantismo se introduce en Issoire. El 15 de octubre de 1575, el capitán hugonote Merle asalta la ciudad y mata a numerosos católicos y protestantes. No consigue destruir la iglesia, pero los daños son cuantiosos. Finalmente fortifica la ciudad. Cuando el 14 de mayo de 1576 el rey Enrique III ordena la paz, Issoire es una de las ocho ciudades atribuidas a los protestantes. Pero tras la ruptura de la tregua la ciudad es asaltada en 1 de junio de 1577, produciéndose un nuevo incendio y más destrucción. La reconstrucción se inició el 1 de abril de 1578.
En 1629 una epidemia de peste afectó Auvernia y produjo numerosas víctimas en Issoire.
Las reformas del régimen abacial de 1665 beneficiaron a la ciudad. Sin embargo el hambre la debilitó en 1693 y 1694. En 1700 el abad cedió el título de alta justicia de la abadía al rey Luis XIV, quien aprovechó la ocasión para instalar un preboste real en Issoire. A raíz de estos hechos decae definitivamente la abadía, hasta desaparecer.
En 1753 la villa tenía alrededor de 3600 habitantes.
En 1788, vísperas de la Revolución, Issoire carece de escuelas. Hay congregaciones de benedictinos, capuchinos  y religiosas de Nuestra Señora, pero la abadía ya no funciona. La economía está en decadencia. Hay 5.000 habitantes. Se redacta un cuaderno de quejas que pide la reorganización de la administración, la reforma social y más igualdad.
En agosto de 1789 un grupo de notables se hace con el poder en el municipio. El 2 de noviembre los bienes de la Iglesia pasan a manos de la nación y en febrero de 1790 se suprimen las órdenes religiosas. El 21 de septiembre de 1791 se unifican las parroquias de Issoire, quedando como iglesia parroquial la abacial de San Austremonio. El resto de edificios religiosos -abadía, conventos e iglesias- se destina a fines civiles -hospitales, gendarmería, ayuntamiento, tribunal.
Algunos religiosos abandonan la villa. Otros permanecen, como las religiosas de San José, que se niegan a jurar el nuevo régimen pero siguen prestando servicio en el hospital. Los fieles y el clero están divididos entre refractarios y partidarios del nuevo régimen. Los conflictos religiosos que suceden a la Revolución se extendieron hasta 1793, con la destrucción de edificios. Sin embargo ya en 1803 se inició la reconstrucción de San Austremonio, en un ambiente más calmo.
El verano de 1793 conocerá el Terror, que no tendrá víctimas en Issoire.
En 1831 se construye el primer puente sobre el Allier, y en 1855 llega el ferrocarril. Éste supone el inicio del fin de la batelería (transporte de madera por el río), una actividad de cierta importancia comercial.
En el siglo XX Issoire vivió un desarrollo industrial basado en la industria del aluminio, así como en la de la aviación y de vehículos: las firmas Valeo, Issoire Aviation y Voxan se establecieron en la ciudad.

## Hermanamiento
- Neumarkt (Baviera, Alemania), desde 1971.